# Взятие Шонтэя
Взятие Шонтэя (фр. Prise de Sontay) — военная операция французского экспедиционного корпуса против китайской армии и войск чёрных флагов, проводившаяся с 11 по 16 декабря 1883 года в северном Вьетнаме во время Тонкинской экспедиции (1883-84) с целью захвата стратегически важного города Шонтэя.

## Перед операцией
Первый Хюэский договор (23 августа 1883 г.) установил французский протекторат над Аннамом, что окончательно обострило отношения с цинским Китаем, который перебросил в Тонкин китайские регулярные войска. Шонтэй защищали 3000 солдат-ветеранов войск чёрных флагов под командованием Лю Юнфу, около 7000 вьетнамских солдат принца Хоанг Ко Виема и контингент из 1000 китайских солдат под командованием Тан Чжуна.
Первые две серьёзные попытки французов захватить крепость Шонтэй, предпринятые во второй половине августа 1883 года, закончились полной неудачей. Чтобы продолжить операцию, французы послали из Тулона и Алжира на ТВД около 4000 человек подкреплений, назначили нового главнокомандующего, адмирала А. Курбе, и в ноябре 1883 года Тонкинский экспедиционный корпус насчитывал 9500 человек и флотилию из 6 канонерских лодок.

## Ход операции
Курбе сформировал две колонны из 6000 человек, которые 11 декабря покинули Ханой. Правая колонна полковника Бишо (2600 человек при 18 орудиях) была высажена речной флотилией у Хатмона при устье реки Дай, где привлекла на себя внимание противника, что позволило обеспечить переправу левой колонны полковника Белена (3500 человек при 18 орудиях), которая затем двинулась по дороге к селению Фонг. В течение 12-го и 13-го декабря произошло сосредоточение обеих колонн у Тьенлока, недалеко от передовых укреплений войск чёрных флагов.
Атака северной укрепленной линии назначена была на 14-е декабря и поведена французскими войсками вдоль двух плотин-дорог, в высшей степени энергично, причем из восьми батальонов адмирал Курбе бросил в атаку семь. Французы, несмотря на крайне энергичное сопротивление войск противника, к вечеру 14-го заняли правофланговые укрепления и деревню Фуша, потеряв 300 человек. Ночью чёрные флаги провели две контратаки, но были отбиты с большими потерями, после чего они очистили всю северную линию и отошли в Шонтэй.

## Штурм крепости
В течение 15-го декабря французские войска заняли северную позиции фронтом на юг. Подошедшая флотилия стала у южного берега Красной реки. 16-го декабря французы атаковали северо-западные ворота крепости Шонтэй, против которых было направлено 5 батальонов и 8 батареи. Одновременно была проведена демонстративная атака на северные ворота силами 2-х батальонов и 2-х батарей. В резерве оставлен был один батальон с вспомогательными тонкинскими войсками и 2-мя батареями. Артиллерия энергично подготовила и поддержала штурм, и в 5 часов дня французы ворвались в город, который заняли через час.
Войска противника, бросив огромную материальную часть, запасы оружия, снарядов и казну, ускользнули через южные ворота к Чёрной реке. Преследования не было из-за усталости войск и недостатка патронов. Адмирал Курбе послал канонерку Эклер в Чёрную реку, чтобы задержать противника на переправе у Батбака, но из-за низкой воды канонерка не смогла подняться вверх по реке.

## Результаты
Но тактически успех не привел к стратегическому успеху: отсутствие преследования позволило ускользнувшим китайцам отойти в Хун-Хоа и укрепиться за Чёрной рекой. Падением Шонтэя окончились главные операции 1883 года. 1884 год для французов наступал при неблагоприятном положении вещей на политическом горизонте: Китай готов был энергично продолжать упорную борьбу. Начиналась франко-китайская война.